# Castillo de la Encomienda (Nonaspe)
El castillo de Nonaspe o de la Encomienda es un castillo de origen medieval que actualmente es la sede del ayuntamiento de Nonaspe (Provincia de Zaragoza, España).
El edificio actual es básicamente de los siglos XIV y XV, con modificaciones del XVIII y quizás algún elemento anterior del siglo XII. El castillo y la villa pertenecieron a los templarios y después a los hospitalarios, a los que se atribuye la construcción de la mayor parte del edificio. Después de la conquista cristiana, el castillo y la población pertenecieron a Ximeno de Artusella. Su hija, (según algunos historiadores, la nieta) Elvira, casada con Guillermo I de Cervelló, en 1248 los cedió a la orden del Temple. En 1317, con la extinción de la orden, pasó a los hospitalarios, que incluyeron Nonaspe a la castellanía de Amposta; a mediados de siglo XIV, el maestro Juan Fernández de Heredia la traspasó a la comanda de Caspe.
La planta tiene forma de hexágono irregular, de unos 15 por 24 metros, y tiene dos pisos. La planta baja se dividía en tres compartimentos y en medio hay un aljibe que probablemente sirvió de almazara en la Edad Moderna. Más allá hay una cámara con bóveda de cañón, que se considera la parte más antigua del castillo. Si en algún momento tuvo almenas, se han perdido.

## Catalogación
El Castillo de la Encomienda (Nonaspe) está incluido dentro de la relación de castillos considerados Bienes de Interés Cultural, en virtud de lo dispuesto en la disposición adicional segunda de la Ley 3/1999, de 10 de marzo, del Patrimonio Cultural Aragonés. Este listado fue publicado en el Boletín Oficial de Aragón del 22 de mayo de 2006.